# LINC-8

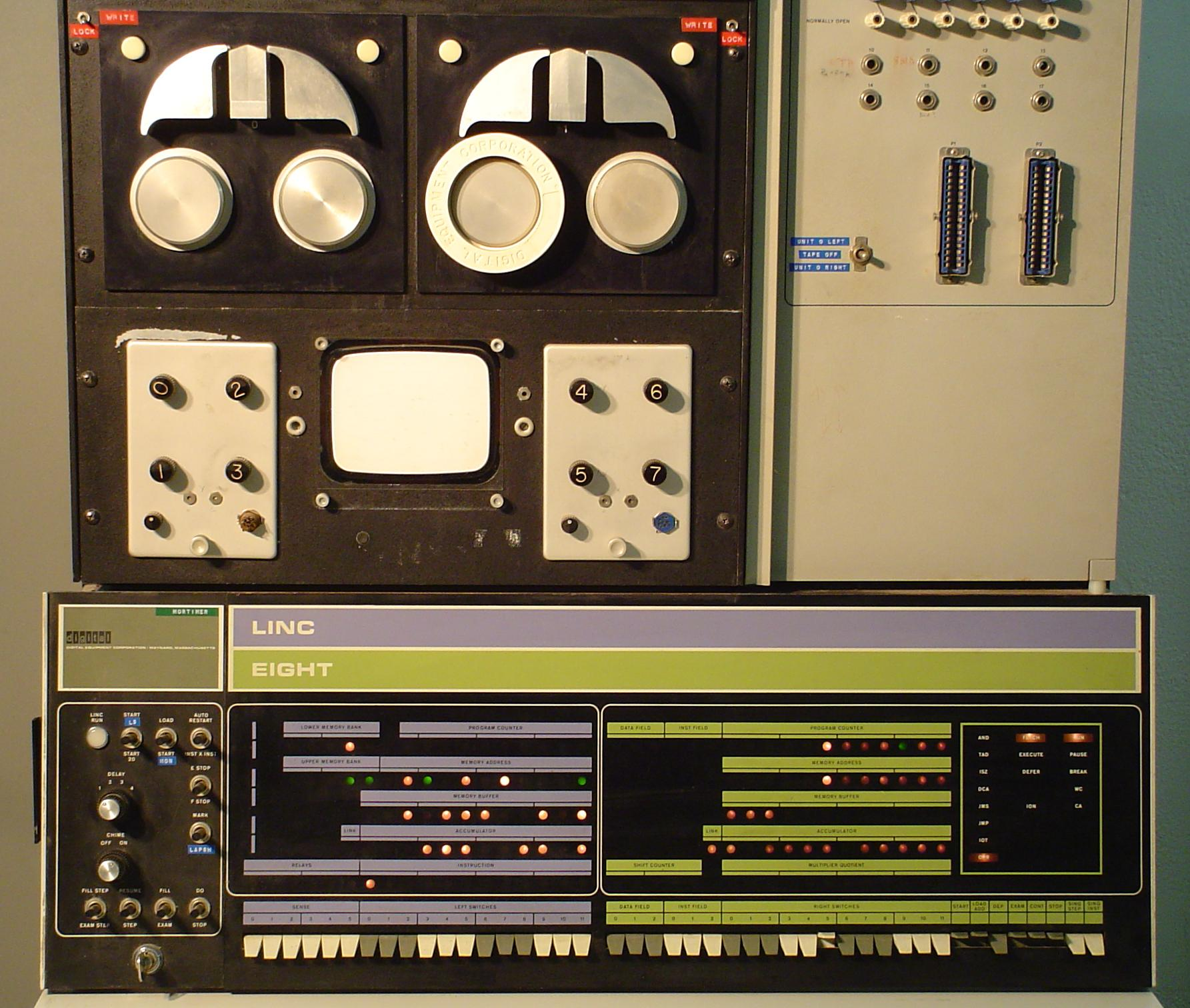
Een LINC-8 in actie

De LINC-8 (Laboratory INstrument Computer) is een minicomputer die van 1966 tot 1969 geproduceerd werd door Digital Equipment Corporation. Het is een combinatie van een LINC-computer en een PDP-8 in één behuizing en kan programma's voor beide architecturen uitvoeren.
De LINC-8 is ontworpen als laboratoriumcomputer die klein genoeg is om in een laboratoriumomgeving te passen, bescheiden rekenkracht tegen een lage prijs biedt en hardwaremogelijkheden omvatte die nodig waren om experimenten te monitoren en te controleren. Er zijn slechts 143 exemplaren gebouwd.
In 1969 introduceerde DEC een verbeterde versie van de LINC-8, die aanvankelijk de LINC-8/I zou gaan heten, maar uiteindelijk als de PDP-12 op de markt gebracht werd.

## Ontwerp
De LINC-8 bevat een PDP-8 CPU en een LINC CPU, gedeeltelijk geëmuleerd door de PDP-8. De computer bevindt zich op elk moment in de "LINC-modus" of de "PDP-8-modus", beide processors kunnen niet parallel werken. Er zijn instructies om tussen de modi te wisselen. In de LINC-8 worden alle interrupts afgehandeld door de PDP-8 CPU, programma's die afhankelijk zijn van de interruptarchitectuur van de LINC kunnen niet uitgevoerd worden.
De LINC is een 12-bit one's complement accumulatormachine, terwijl de PDP-8 een 12-bit two's complement accumulatormachine is. Ook de geheugenadressering is verschillend tussen beide architecturen. Op de LINC is de volledige adresruimte verdeeld in segmenten van 1024 woorden, waarvan er twee tegelijkertijd worden geselecteerd voor gebruik: het instructieveld en het dataveld. De PDP-8 verdeelt zijn geheugen in pagina's van 128 woorden.
De computer bevat een aantal LINC-randapparaten, die worden aangestuurd door speciale LINC-modusinstructies. Deze apparaten omvatten analoge ingangen in de vorm van knoppen en aansluitingen, relais voor de besturing van externe apparatuur, LINCtape-drives (de voorloper van de DECtape), een oscilloscoopachtig CRT-scherm en een Teletype Model 33 ASR. Sommige software maakte gebruik van het draaien van knoppen op een manier die doet denken aan wat later de bewegingen van een muis zouden worden.
Sommige van deze randapparaten zijn gesimuleerd en zijn in werkelijkheid randapparaten van de PDP-8. Het meest opvallende daarvan is de LINCtape: de LINC-instructies die met magneetbanden te maken hebben worden opgevangen en genereren een interrupt op de PDP-8, die vervolgens emuleert hoe een echte LINC de tape-instructie zou uitvoeren. Het indrukken van verschillende toetsen op de ogenschijnlijk aanwezige LINC-console veroorzaakt eveneens PDP-8-interrupts, waarop de PDP-8 de functies emuleert zoals ze op de originele LINC bestonden. Het PDP-8-programma PROGOFOP (PROGram OF OPeration) behandelt al deze onderbrekingen en interrups.